# Józef Rekowski
Józef Rekowski, również Józef Styp-Rekowski, ps. „Ksiądz Rodak”  (ur. 14 grudnia 1902 w Płotowie, powiat bytowski, zm. 23 sierpnia 1969 w Trewirze) – ksiądz katolicki, polski działacz narodowy w Niemczech, więzień niemieckich nazistowskich obozów koncentracyjnych.

## Życiorys
Był najstarszym synem  Jana Styp-Rekowskiego i Weroniki (z d. Bruskiej), gospodarzy wiejskich (Jan był zarazem aktywnym społecznikiem i działaczem polonijnym, prezesem Związku Polaków w Niemczech Okręgu Kaszuby) w Płotowie (do II wojny światowej w granicach Niemiec, pod niem. nazwą Groß Platenheim), w dzieciństwie chodził do szkoły ludowej we wsi rodzinnej, później (1913–1919) podjął naukę w Collegium Marianum w Pelplinie oraz w gimnazjum klasycznym w Chojnicach. Tam też uzyskał w 1922 polską maturę. W latach 1922–1926 podjął studia teologiczne w Wyższym Seminarium Duchowne w Pelplinie, po czym – 27 czerwca 1926 – uzyskał święcenia kapłańskie. Następnie został wikarym w Zakrzewie w powiecie złotowskim. Później, 21 listopada 1926, objął obowiązki administratora w odległej o kilkanaście kilometrów od Zakrzewa parafii św. Barbary w Radawnicy, gdzie przebywał do 25 marca 1928. Następnie (od 1 kwietnia 1928 do 10 lutego 1929) był wikarym w Międzyrzeczu. Konsekwencją dostrzeganej przez władze w Niemczech działalności polonijnej ks. Rekowskiego było przeniesienie go do zamieszkanej przez Niemców parafii w Przechlewie w pow. człuchowskim
Prymas August Hlond podjął decyzję o mianowaniu go w marcu 1930 duszpasterzem Polaków w Saksonii, wobec czego ks. Rekowski przeniósł się do Drezna. Swoje obowiązki, polegające na aktywizacji (religijnej i narodowej) Polaków wykonywał na tyle sumiennie i skutecznie, że władze niemieckie doprowadziły do skierowania go pod koniec 1931 na roczny urlop bezpłatny; w wyniku tej decyzji ks. Rekowski wrócił do Zakrzewa, do ks. Domańskiego. Starał się – bezskutecznie – o nominacje na funkcję katechety w polskich gimnazjach (w 1932 w Bytomiu i w 1933 w Gdańsku), powołano go jednak (od 1 listopada 1932) na funkcję wikarego w Chrząstowie nieopodal Człuchowa.
W 1932 założyciel Związku Polaków w Niemczech, Jan Baczewski, ustąpił z funkcji kierownika Związku Polskich Towarzystw Szkolnych w Niemczech i 27 lipca 1932 stanowisko to objął ks. Józef Rekowski (piastował je do wybuchu II wojny światowej we wrześniu 1939), pełniąc równocześnie w tym okresie obowiązki duszpasterza emigrantów polskich w Niemczech. Był przez parę tygodni katechetą w nowo otwartym w listopadzie 1937 Polskim Gimnazjum w Kwidzynie; starał się też – bezskutecznie – o funkcje duszpasterza w Berlinie i rektora Polskiej Misji Katolickiej.
Czwartego dnia II wojny światowej aresztowana została jego siostra Róża (która prowadziła mu dom w Berlinie), a tydzień później (11 września 1939) Gestapo przyszło po niego samego. Umieszczono go najpierw w obozie koncentracyjnym Sachsenhausen, gdzie spotkał się ze swoim ojcem Janem oraz braćmi Alfonsem i Edmundem . Z Sachsenhausen przewieziony został do obozu w Dachau; tam znów spotkał ojca, a także swego szwagra (męża siostry Władysławy) – nauczyciela i działacza polskiego Ryszarda Knosałę.
W obozie koncentracyjnym udało mu się przeżyć do wyzwolenia przez Amerykanów 29 kwietnia 1945. Po wojnie pozostał w Niemczech (do 23 listopada 1947 w Bad Waldsee): od 21 stycznia 1946 był dziekanem we francuskiej strefie okupacyjnej, od października tegoż roku – kanonikiem honorowym, a od 1948 – dyrektorem organizacji charytatywnej Caritas w tej strefie, co wiązało się z potrzebą przeprowadzenia się do Zußdorf. Po reaktywacji Związku Polaków w Niemczech był jego członkiem, od 1951 honorowym prezesem, a od 22 listopada 1964 prezesem Rady Naczelnej.
Od roku 1957 mieszkał, jako rezydent, na plebanii św. Sebastiana w Pfrungen. W wieku lat 67, kiedy poważnie zachorował, przewieziono go do szpitala sióstr boromeuszek w Trewirze i tam zmarł 23 sierpnia 1969. Życzeniem ks. Rekowskiego było być pochowanym w Polsce, w Zakrzewie, obok grobu „Księdza Patrona” Bolesława Domańskiego; życzeniu temu uczyniono zadość: pogrzeb z udziałem biskupa pelplińskiego Bernarda Czaplińskiego odbył się w Zakrzewie 2 września 1969.